# 大烏が地球にやってきた日
『大烏が地球にやってきた日』（おおがらすがちきゅうにやってきたひ、英語: When The Raven Has Come To The Earth）は、日本のプログレッシブ・ロック・バンドであるストロベリー・パスの唯一のオリジナル・アルバム。1971年6月25日にフィリップス・レコードより発売された。

## 制作
アルバムレコーディング時は二人で全てのパートを手がけていたわけではなく、ベースは江藤勲が参加し、1曲目の「アイ・ガッタ・シー・マイ・ジプシー・ウーマン」では柳ジョージがボーカルを担当している。
作曲は成毛しげる（現・成毛滋）とつのだ・ひろ（現・つのだ☆ひろ）が、作詞はインストゥルメンタルを除いてすべてCristopher Lynが担当している。

## 音楽性
7曲目の「メリー・ジェーン・オン・マイ・マインド」は、つのだの代表作となる楽曲「メリー・ジェーン」が収録された最初の作品で、当時つのだが恋をしていた留学生のマーガレット・ハーレーに向けて書いた曲で、マーガレットという名前は曲に組み込むのが難しく、彼女の友人のメリー・ジェーンの名前を拝借したという。

## ライナーノーツ
ライナーノーツは、成毛と親交があった景山民夫が担当した。
内容はエッセイ風の文章だが、ライナーノーツとはほとんど思えないほどにユーモラスなもので、前半部分は『成毛が地上4階建ての景山の新居に窓から上がりこんで冷蔵庫の中身をあさりまくる』といったくだりから始まり、後半は『つのだが景山の自宅を訪れたときにたまたまいた姪が彼のその風貌を見てひきつけを起こしてそのまま一週間寝込んでしまった』などカオスなエピソードが描かれており、最終的には、自宅に上がりこんでは勝手に色々なものを無断で拝借していく二人に業を煮やし『二人を撃ち殺すために妻と猟銃を買う貯金をしている。今に見ていろ。きっともうすぐあいつら二人を殺してやるぞ。きっと殺してやる』と締めている。

## ディスクジャケット
ジャケットイラストは、『仮面ライダー』や『サイボーグ009』などで知られる漫画家・石森章太郎が手がけた。

## リリース
1971年6月25日にフィリップス・レコードからLPレコードで発売され、1992年9月26日に初CD化された。
1998年7月25日にP-VINE RECORDSから、2003年3月22日にハガクレ・レコードから紙ジャケット仕様として、2007年3月14日にユニバーサルミュージックから『NAKED LINE』シリーズの一枚として再発売され、2018年9月19日にユニバーサルミュージックからUHQCDにMQA音源を収録した『ハイレゾCD 名盤シリーズ』<邦楽編>の一枚としてフォーマットを変更して発売された。

## 批評
| 専門評論家によるレビュー | 専門評論家によるレビュー |
| レビュー・スコア         | レビュー・スコア         |
| 出典                     | 評価                     |
| ------------------------ | ------------------------ |
| CDジャーナル             | 肯定的                   |

『CDジャーナル』は、「つのだの人間離れした爆烈ドラミングと“雄叫び”のような唄いっぷりは圧巻」と批評した上で、「成毛のセンス溢れるギター・プレイと実験的サウンドも抜群にイイ」と肯定的に評価している。

## 収録曲

### LPレコード
| 全編曲: 成毛しげる, つのだ・ひろ。 |                                                                              |                |              |       |
| #                                  | タイトル                                                                     | 作詞           | 作曲         | 時間  |
| 1.                                 | 「アイ・ガッタ・シー・マイ・ジプシー・ウーマン」(I GOTTA SEE MY GYPSY WOMAN) | Cristopher Lyn | 成毛しげる   | 4:57  |
| 2.                                 | 「イエローZ」(WOMAN CALLED YELLOW“Z”)                                        | Cristopher Lyn | 成毛しげる   | 5:31  |
| 3.                                 | 「ザ・セカンド・フェイト」(THE SECOND FATE)                                  |                | つのだ・ひろ | 4:29  |
| 4.                                 | 「ファイヴ・モア・ペニー」(FIVE MORE PENNIES)                                | Cristopher Lyn | 成毛しげる   | 6:25  |
| 合計時間:                          | 合計時間:                                                                    | 合計時間:      | 合計時間:    | 21:22 |

| 全編曲: 成毛しげる, つのだ・ひろ。 |                                                                                              |                |                          |       |
| #                                  | タイトル                                                                                     | 作詞           | 作曲                     | 時間  |
| 1.                                 | 「45秒間の分裂症的安息日」(MAXIMUM SPEED OF MUJI BIRD (45 Seconds Of Schizophrenic Sabbath)) |                | 成毛しげる               | 0:48  |
| 2.                                 | 「リーブ・ミー・ウーマン」(LEAVE ME WOMAN)                                                   | Cristopher Lyn | 成毛しげる               | 4:21  |
| 3.                                 | 「メリー・ジェーン・オン・マイ・マインド」(MARY JANE ON MY MIND)                             | Cristopher Lyn | つのだ・ひろ             | 4:50  |
| 4.                                 | 「球状の幻影」(SPHERICAL ILLUSION)                                                           |                | 成毛しげる, つのだ・ひろ | 5:34  |
| 5.                                 | 「大烏が地球にやってきた日」(WHEN THE RAVEN HAS COME TO THE EARTH)                           |                | 成毛しげる               | 6:20  |
| 合計時間:                          | 合計時間:                                                                                    | 合計時間:      | 合計時間:                | 21:53 |

### CD, UHQCD
| 全編曲: 成毛しげる, つのだ・ひろ。 |                                                                                              |                |                          |       |
| #                                  | タイトル                                                                                     | 作詞           | 作曲                     | 時間  |
| 1.                                 | 「アイ・ガッタ・シー・マイ・ジプシー・ウーマン」(I GOTTA SEE MY GYPSY WOMAN)                 | Cristopher Lyn | 成毛しげる               | 4:57  |
| 2.                                 | 「イエローZ」(WOMAN CALLED YELLOW“Z”)                                                        | Cristopher Lyn | 成毛しげる               | 5:31  |
| 3.                                 | 「ザ・セカンド・フェイト」(THE SECOND FATE)                                                  |                | つのだ・ひろ             | 4:29  |
| 4.                                 | 「ファイヴ・モア・ペニー」(FIVE MORE PENNIES)                                                | Cristopher Lyn | 成毛しげる               | 6:25  |
| 5.                                 | 「45秒間の分裂症的安息日」(MAXIMUM SPEED OF MUJI BIRD (45 Seconds Of Schizophrenic Sabbath)) |                | 成毛しげる               | 0:48  |
| 6.                                 | 「リーブ・ミー・ウーマン」(LEAVE ME WOMAN)                                                   | Cristopher Lyn | 成毛しげる               | 4:21  |
| 7.                                 | 「メリー・ジェーン・オン・マイ・マインド」(MARY JANE ON MY MIND)                             | Cristopher Lyn | つのだ・ひろ             | 4:50  |
| 8.                                 | 「球状の幻影」(SPHERICAL ILLUSION)                                                           |                | 成毛しげる, つのだ・ひろ | 5:34  |
| 9.                                 | 「大烏が地球にやってきた日」(WHEN THE RAVEN HAS COME TO THE EARTH)                           |                | 成毛しげる               | 6:20  |
| 合計時間:                          | 合計時間:                                                                                    | 合計時間:      | 合計時間:                | 43:15 |

## クレジット
| STRAWBERRY PASS(Jimmy & Hiro)                                                                                          |
| 成毛しげるとつのだ・ひろ                                                                                               |
| SIGERU NARUMO (guitar, acoustic guitar, hammond organ, piano, bass, backing vocal, composition & arrangement, produce) |
| HIRO TSUNODA (drums, percussion, lead vocal, backing vocal, composition & arrangement)                                 |

| Guests: | - Isao Eto (bass) A-1, 3 / B-2, 3, 4, 5 - George Yanagi (vocal) A-1 - Nozomu Nakatani (flute) B-5 - Masahiko Aoi (strings & chorus arrangement) B-3 |

| Recording at Victor Studio on March 1971 |                                      |
| Produced by                              | - Masaharu Honjo - Tadataka Watanabe |
| Engineered by Hideo Takada               |                                      |
| Cover Designed by Shotaro Ishimori       |                                      |

## リリース日一覧
| 地域   | 発売日        | レーベル                 | 規格      | 規格品番   | 備考                                |
| ------ | ------------- | ------------------------ | --------- | ---------- | ----------------------------------- |
| 日本   | 1971年6月25日 | フィリップス・レコード   | LP        | FX-8516    |                                     |
| 日本   | 1977年        | フィリップス・レコード   | LP        | S-5502     |                                     |
| 日本   | 1992年9月26日 | フィリップス・レコード   | CD        | PHCL-3015  |                                     |
| 日本   | 1998年7月25日 | P-VINE RECORDS           | CD        | PCD-1594   |                                     |
| ドイツ | 2001年        | Black Rose Records       | CD        | BR 163     |                                     |
| 日本   | 2003年3月22日 | ハガクレ・レコード       | CD        | ISCP-1162  | 紙ジャケット仕様                    |
| 日本   | 2007年3月14日 | ユニバーサルミュージック | CD        | UPCY-6350  | 『NAKED LINE』シリーズ              |
| 日本   | 2018年9月19日 | ユニバーサルミュージック | MQA/UHQCD | UPCY-40010 | 『ハイレゾCD 名盤シリーズ』<邦楽編> |